# Liste von deutschen Generalen der Infanterie
Die nachfolgende Liste enthält die deutschen Offiziere mit dem höchsten Dienstgrad eines Generals der Infanterie. Dieser Rang existierte in den deutschen Heeren vom 18. Jahrhundert bis 1945.

## A
Abraham, Erich (1895–1971)
Albori, Eugen Freiherr von (1838–1915)
Albrecht, Viktor (1859–1930)
Allmendinger, Karl (1891–1965)
Alvensleben, Constantin von (1809–1892)
Alvensleben, Gustav von (1803–1881)
Arnim, Gustav (1829–1909)
Auleb, Helge Arthur (1887–1964)

## B
Bacmeister, Ernst von (1853–1938)
Baden, Wilhelm Prinz von (1829–1897)
Bahrfeldt, Max von (1856–1936)
Bardolff, Carl von (1865–1953)
Below, Eduard von (1856–1942)
Below, Ernst von (1863–1955)
Below, Fritz von (1853–1918)
Below, Otto von (1857–1944)
Benzino, Eugen Ritter von (1856–1915)
Bergmann, Walter von (1864–1950)
Beyer, Eugen (1882–1940)
Bieler, Bruno (1888–1966)
Block, Johannes (1894–1945)
Blumentritt, Günther (1892–1967)
Bock, Max (1878–1945)
Böckmann, Herbert von (1886–1974)
Boege, Ehrenfried Oskar (1889–1965)
Boehm-Tettelbach, Alfred (1878–1962)
Boehn, Oktavio von (1824–1899)
Boehn, Max von (1850–1921)
Borne, Kurt von dem (1857–1933)
Borries, Karl von (1854–1938)
Bose, Julius von (1809–1894)
Both, Kuno-Hans von (1884–1955)
Boyen, Hermann von (1771–1848)
Brandenstein, Hermann von (1868–1942)
Brennecke, Kurt (1891–1982)
Breßler, Ludwig (1862–1955)
Briesen, Alfred von (1849–1914)
Briesen, Kurt von (1883–1941)
Brockdorff-Ahlefeldt, Walter Graf von (1887–1943)
Bomsdorff, August von (1842–1912)
Bünau, Heinrich von (1873–1943)
Bünau, Rudolf von (1890–1962)
Budritzki, Rudolph Otto von (1812–1876)
Buhle, Walter (1894–1959)
Burgdorf, Wilhelm (1895–1945)
Buschenhagen, Erich (1895–1994)
Busse, Theodor (1897–1986)

## C
Canstein, Philipp Carl von (1804–1877)
Carlowitz, Adolph von (1858–1928)
Chales de Beaulieu, Martin (1857–1945)
Chappuis, Friedrich-Wilhelm von (1886–1942)
Chevallerie, Kurt von der (1891–1945)
Choltitz, Dietrich von (1894–1966)
Claer, Eberhard von (1856–1945)
Clauß, Eugen Ritter von (1862–1942)
Clössner, Erich (1888–1976)
Colard, Hermann von (1857–1916)
Collas, Paul von (1841–1910)
Conta, Richard von (1856–1941)

## D
Dallmer, Viktor (1852–1936)
Dassel, Johannes von (1863–1928)
Dehner, Ernst (1889–1970)
Deimling, Berthold Karl Adolf von (1853–1944)
Dennewitz, Friedrich Wilhelm Bülow von (1755–1816)
Dobschütz, Leopold Wilhelm von (1763–1836)
Dostler, Anton (1891–1945)
Dresler und Scharfenstein, Hermann von (1857–1942)

## E
Eben, Johannes von (1855–1924)
Eberhardt, Magnus von (1855–1939)
Edelbüttel, Gottfried (1867–1937)
Ehrenthal, Oskar von (1854–1921)
Eibl, Karl (1891–1943)
Eisenhart-Rothe, Ernst von (1862–1947)
Elstermann von Elster, Hugo (1859–1945)
Emmich, Otto von (1848–1915)
Endres, Nikolaus von (1862–1938)
Engelbrechten, George von (1855–1935)
Epp, Franz von (1868–1947)
Erdmannsdorff, Werner von (1891–1945)
Erfurth, Waldemar (1879–1971)
Esebeck, Friedrich Freiherr von (1870–1951)
Estorff, Ludwig von (1859–1943)

## F
Fabeck, Max von (1854–1916)
Falkenhausen, Alexander von (1878–1966)
Falkenhayn, Erich von (1861–1922), Chef des Großen Generalstabs (1914–16)
Fangohr, Friedrich (1899–1956)
Fasbender, Karl von (1852–1933)
Felber, Hans-Gustav (1889–1962)
Finck von Finckenstein, Bernhard Graf (1863–1945)
Fischer, Herbert (1882–1939)
Fischer von Weikersthal, Walther (1890–1953)
Fleck, Paul (1859–1921)
Fleck, Wolfgang (1879–1939)
Flemming, Karl Georg Friedrich von (1705–1767)
Foertsch, Hermann (1895–1961)
Förster, Sigismund von (1856–1934)
Förster, Sigismund von (1887–1959)
Forstner, Ernst Freiherr von (1869–1950)
François, Hermann von (1856–1933)
Fransecky, Eduard von (1807–1890)
Friderici, Erich (1885–1964)
Fritsch, Lothar (1871–1951)
Frotscher, Georg (1868–1943)
Fuchs, Georg (1856–1939)

## G
Gabain, Arthur von (1860–1939)
Gaede, Hans (1852–1916)
Gareis, Martin (1891–1976)
Gayl, Georg Freiherr von (1850–1927)
Geldern, Emil Colerus von (1856–1919)
Gélieu, Bernard von (1828–1907)
Gercke, Hubert (1881–1942)
Gercke, Rudolf (1884–1947)
Gerok, Friedrich von (1854–1937)
Geyer, Hermann (1882–1946)
Gilgenheimb, Leopold Hentschel von (1845–1919)
Gilsa, Werner-Albrecht Freiherr von und zu (1889–1945)
Glaise-Horstenau, Edmund (1882–1946)
Glokke, Gerhard (1884–1944)
Gneisenau, Bruno Neidhardt von (1811–1889)
Goeben, August Karl von (1816–1880)
Gollnick, Hans (1892–1970)
Gollwitzer, Friedrich (1889–1977)
Gontard, Friedrich von (1860–1942)
Goßler, Konrad Ernst von (1848–1933)
Gottberg, Walter von (1823–1885)
Graeßner, Walther (1891–1943)
Grase, Martin (1891–1963)
Grasser, Anton (1891–1976)
Greiff, Kurt von (1876–1945)
Greiffenberg, Hans von (1893–1951)
Grolman, Ernst von (1832–1904)
Grolman, Karl von (1777–1843)
Groß, Julius von (1812–1881)
Großmann, Horst (1891–1972)
Gündell, Erich von (1854–1924)
Guretzky-Cornitz, Hans von (1855–1917)

## H
Haack, Friedrich Ritter von (1869–1940)
Haenicke, Siegfried (1878–1946)
Halm, Hans (1879–1957)
Hahm, Walter (1894–1951)
Hanneken, Hermann von (1890–1981), Militärbefehlshaber in Dänemark
Hartmann, Alexander von (1890–1943)
Hartmann, Jakob von (1795–1873)
Hasse, Ernst (1867–1945)
Hasse, Otto (1871–1942), Chef des Truppenamtes von 1923 bis 1925
Hasse, Wilhelm (1894–1945)
Hauffe, Arthur (1892–1944)
Herrlein, Friedrich (1889–1974)
Hirschfeld, Friedrich von (1747–1818)
Hitzfeld, Otto (1898–1990)
Hochbaum, Friedrich (1894–1955)
Hofmann, Max (1854–1918)
Hofmann, Peter von (1865–1923)
Hohenzollern, Wilhelm von (1864–1927)
Holleben, Albert von (1835–1906)
Hoßbach, Friedrich (1894–1980), Hoßbach-Protokoll
Hügel, Otto Freiherr von (1853–1928)
Hülsen-Haeseler, Dietrich von (1852–1908)

## J
Jacobi, Albano von (1854–1919)
Jagow, Friedrich Wilhelm von (1771–1857)

## K
Kameke, Georg von (1817–1893)
Karmann, Friedrich (1885–1939)
Kathen, Hugo von (1855–1932)
Keitel, Bodewin (1888–1953)
Kienitz, Werner (1885–1959)
Kinzel, Eberhard (1897–1945)
Kirchbach, Hugo Ewald von (1809–1887)
Kneußl, Paul Ritter von (1862–1928)
Knieß, Baptist (1885–1956)
Knobelsdorf, Konstantin Schmidt von (1860–1936)
Koch, Friedrich (1879–1961)
Köchling, Friedrich (1893–1970)
Koller, Albert von (1849–1942)
Kortzfleisch, Joachim von (1890–1945)
Kosch, Robert (1856–1942)
Kottwitz, Hugo von (1815–1897)
Kraehe, Konrad (1868–1943)
Krafft, Karl August Adolf von (1764–1840)
Krauß, Alfred (1862–1938)
Krebs, Hans (1898–1945)
Kriebel, Karl (1888–1961)
Krosigk, Ernst-Anton von (1898–1945)
Kuhl, Hermann von (1856–1958)
Kullmer, Arthur (1896–1953)

## L
Langer, Felix (1859–1940)
Lasch, Otto (1893–1971)
Laux, Paul (1887–1944)
Ledebur, Leopold Freiherr von (1868–1951)
Lentze, August von (1832–1920)
Lettow-Vorbeck, Paul von (1870–1964)
Lewinski, Alfred von (1831–1906)
Leyser, Ernst von (1889–1962)
Lichel, Walter (1885–1969)
Liebmann, Curt (1881–1960)
Liebert, Eduard von (1850–1934)
Liese, Kurt (1882–1945), Heereswaffenamt
Lindheim, Karl Friedrich David von (1791–1862), Chef des Preußischen Militärkabinettes (1834–41)
Lipošćak, Anton (1863–1924)
Loewenfeld, Alfred von (1848–1927)
Loewenfeld, Julius von (1808–1880)
Loßberg, Friedrich „Fritz“ Karl von (1868–1942)
Ludendorff, Erich (1865–1937), Erster Generalquartiermeister (1916–18)
Lüdke, Erich (1882–1946)
Lüters, Rudolf (1883–1945)
Lüttwitz, Walther von (1859–1942), Beteiligung am Kapp-Putsch

## M
Manstein, Gustav von (1805–1877)
Matzky, Gerhard (1894–1983)
Mayer, Johannes (1893–1963)
Meerscheidt-Hüllessem, Emil von (1840–1923)
Meerscheidt-Hüllessem, Oskar von (1825–1895)
Meister, Johann (1862–1943)
Mischke, Albert von (1830–1906)
Möhl, Arnold von (1867–1944)

## N
Natzmer, Oldwig Anton Leopold von (1782–1861)
Nethe, Paul (1849–1926)
Neumann-Cosel, August Wilhelm von (1786–1865)

## O
Oberhoffer, Franz von (1838–1920)
Oidtman, Hugo von (1835–1903)
Oidtman, Robert von (1842–1914)
Obstfelder, Hans von (1886–1976)
Olbricht, Friedrich (1888–1944), am 20. Juli 1944 erschossen
Oßwald, Erwin (1882–1947)

## P
Pfuel, Ernst von (1779–1866)
Planitz, Paul von der (1837–1902)
Plettenberg, Karl von (1852–1938)
Ploetz, Paul von (1847–1930)
Plonski, Heinrich von (1802–1880)
Preußen, Wilhelm von (1882–1951)
Prieß, Hellmuth (1896–1944)
Prittwitz, Karl von (1790–1871)
Pritzelwitz, Kurt von (1854–1935)
Plüskow, Otto von (1852–1925)

## R
Rabenhorst, Bernhard von (1801–1873), sächsischer Kriegsminister
Radziwill, Wilhelm Fürst von (1797–1870)
Rasp, Siegfried (1898–1968)
Rauch, Albert von (1829–1901)
Rauch, Gustav von (1774–1841), Geheimer Staats- und Kriegsminister
Recknagel, Hermann (1892–1945)
Reinecke, Hermann (1888–1973)
Reinicke, Hermann (1870–1945)
Reinhardt, Walther (1872–1930)
Riemann, Julius (1855–1935)
Rintelen, Enno von (1891–1971)
Roeder, Dietrich von (1861–1945)
Roques, Karl von (1880–1949)
Rüchel, Ernst von (1754–1823)

## S
Safferling, Benignus von (1824–1899)
Schaefer, Paul von
Schellendorff, Walther Bronsart von (1833–1914)
Schenckendorff, Max von (1875–1943)
Schkopp, Bernhard von (1817–1904)
Schleicher, Kurt von (1882–1934)
Schneckenburger, Wilhelm (1891–1944)
Schmidt, Hans (1877–1948)
Schmundt, Rudolf (1896–1944)
Schroth, Walter (1882–1944)
Schubert, Albrecht (1886–1966)
Schulz, Friedrich (1897–1976)
Schwalbe, Eugen (1892–1974)
Schwedler, Viktor von (1885–1954)
Schweinitz, Hans Lothar von (1822–1901)
Schwerin, Kurt Ludwig von (1817–1884)
Seckendorff, Adolf Freiherr von (1857–1941)
Seeckt, Richard von (1833–1909)
Sponheimer, Otto (1886–1961)
Staabs, Hermann von (1859–1940)
Stephan, Johann Baptist (1808–1875)
Steppuhn, Albrecht (1877–1955)
Steuben, Kuno Arndt von (1855–1935)
Stiehle, Gustav von (1823–1899)
Stoetzer, Louis (1842–1906)
Strantz, Hermann von (1853–1936)
Straube, Erich (1887–1971)
Strubberg, Otto von (1821–1908)
Stülpnagel, Carl-Heinrich von (1886–1944)
Stülpnagel, Edwin von (1876–1933)
Süßkind-Schwendi, Richard Freiherr von (1854–1946)

## T
Tann-Rathsamhausen, Ludwig von der (1815–1881)
Tauentzien, Bogislav Friedrich Emanuel von (1760–1824)
Tettau, Hans von (1888–1956)
Thomas, Georg (1890–1946)
Tippelskirch, Kurt von (1891–1957)
Toussaint, Rudolf (1891–1968)
Trotha, Lothar von (1848–1920)

## U
Unruh, Walther von (1877–1956)

## V
Verdy du Vernois, Julius von (1832–1910)
Viebahn, Rudolf von (1838–1928)
Vierow, Erwin (1890–1982)
Vogel von Falckenstein, Eduard (1797–1885)
Vogel von Falckenstein, Maximilian (1839–1917)
Voigts-Rhetz, Konstantin Bernhard von (1809–1877)
Volkmann, Hellmuth (1889–1940)

## W
Wäger, Alfred (1883–1956)
Walther von Walderstötten, Friedrich Wilhelm (1805–1889)
Wasielewski, Hugo von (1853–1936)
Weisenberger, Karl (1890–1952)
Werder, August von (1808–1887)
Wetzell, Georg (1869–1947), Chef des Truppenamtes (1926–1927)
Wietersheim, Gustav Anton von (1884–1974)
Winterfeld, Hans von (1857–1914)
Wöhler, Otto (1894–1987)
Woyna, Wilhelm von (1819–1896)